# Dünserberg
Dünserberg  ist mit 149 Einwohnern (Stand 1. Jänner 2024) die kleinste Gemeinde im österreichischen Bundesland Vorarlberg  und wegen der steilen Hänge des Dünserbergs eine ehemalige Streusiedlung der Walser an einem Südhang des vorderen Walgaus.

## Name
Der Name Düns hat im Laufe der Jahrhunderte eine unterschiedliche Schreibweise gefunden. Im 9. Jahrhundert wurde der Ort Túnia genannt, 1270 Tunnis, 1182 Tuns, 1273 Tunnes, 1363 Tüns, um 1400 Tuns, der Dünserberg Tunserberg, 1408 Tüns, 1449 Thinß bzw. Tins, 1480 wieder Tüns, 1496 Thüns bzw. 1497 Tünß und der Dünserberg 1500 Tünseregg, 1560 Tinß, 1570 Thünss, 1582 wieder Thüns, 1599 Dinß, 1601 Dünß, 1626 wieder Thüns etc.
Der Name Túnia soll seiner alten Betonung nach vorrömischen Ursprungs sein, unter Umständen eine Ableitung von *Dûnia im Sinne von zur Anhöhe, Burg gehörig und mit dem kelt.: *dûnon im Sinne von Höhe, Burg verwandt.
Da der Dünserberg einst Teil der Gemeinde Düns war, und seine Sonderstellung durch die Ansiedlung der Walser im Spätmittelalter erhalten hat, ist die sprachliche Ableitung von Düns auch auf Dünserberg übertragbar.

## Geografie und Klima
Dünserberg  liegt im westlichsten Bundesland Österreichs, Vorarlberg, im Bezirk Feldkirch am Südhang des Walserkammes auf 1.270 Metern Höhe.  Das Gemeindegebiet erstreckt sich vom Satteinserberg im Osten bis zur Gemeinde Thüringerberg im Westen. Im Norden bildet der Hochgerachkamm die Gemeindegrenze. Im Süden die Gemeinden Düns und Schnifis. Die Gemeinde hat seit 1880 eine Fläche von rund 5,55 Quadratkilometer. Davon ist ein Viertel landwirtschaftliche Nutzfläche, 16 Prozent sind Almen und 55 Prozent der Fläche sind bewaldet.

### Gemeindegliederung
Das Gemeindegebiet umfasst folgende zwei Ortschaften (in Klammern Einwohnerzahl Stand 1. Jänner 2024):
- Dünserberg (72)
- Schnifnerberg (77)

Die Gemeinde besteht aus der Katastralgemeinde Dünserberg.

### Nachbargemeinden
Das kleine Walserdorf befindet sich am Berghang oberhalb der Walgaugemeinden Düns und Schnifis.
| Übersaxen | Laterns                                     |          |
| Satteins  | Kompassrose, die auf Nachbargemeinden zeigt |          |
| Düns      |                                             | Schnifis |

### Klima
Wegen der Ausrichtung des Dünserbergs vor allem nach Süden besteht eine intensive Sonneneinstrahlung, durch welche trotz der Höhe der Ansiedlung ein mildes Klima besteht. Der Hochgerachkamm wiederum bewirkt ausreichend Niederschlag.

## Geschichte
Bereits 1303 berichteten die Dünser, dass Walliser bei ihnen am Berg eingesessen seien. Im Jahr 1363 bezahlten die Walliser ab dem Tünsarberg (Dünserberg) Steuern an das Gericht Damüls in der Herrschaft Feldkirch. Aus dem Jahr 1399 wird von einem Streit über Weiderechte und Holzeinschlag auf der Alm Alpila berichtet. Diese Differenzen zogen sich über Jahrhunderte. 1559 wird urkundlich eine Gemeinde Dünserberg erwähnt. 1571 wurde eine Regel für die Zugehörigkeit der Kinder von „Mischehen“ zwischen Walsern am Dünserberg und Bewohnern von St. Gerold festgelegt. Der Konflikt um Weiderechte endete erst 1879, als die Katastralgemeinde Dünserberg geschaffen wurde.
In der Mitte des 19. Jahrhunderts wurde die Allmende (Allmein) zwischen Düns, Dünserberg und Schnifis aufgeteilt. Die Grenzverhandlungen dauerten von etwa 1840 bis 1880. Seither hat die Gemeinde in etwa eine Fläche von 555 ha. Durch den Bau der ersten Straße von Düns zur Dünserberger Parzelle Bassig 1936 wurden neue wirtschaftliche Möglichkeiten eröffnet. Zwischen 1946 und 1948 erfolgte die Elektrifizierung der Gemeinde, wodurch es möglich wurde, 1950 die Seilbahn Düns - Dünserberg zu bauen.
Die Habsburger regierten die Orte in Vorarlberg wechselnd von Tirol und Vorderösterreich (Freiburg im Breisgau) aus. Von 1805 bis 1814 gehörte der Ort zu Bayern, dann wieder zu Österreich. Zum österreichischen Bundesland Vorarlberg gehört Dünserberg seit der Gründung 1861. Der Ort war 1945 bis 1955 Teil der französischen Besatzungszone in Österreich.

## Kultur und Sehenswürdigkeiten
Dünserberg ist die einzige Gemeinde Vorarlbergs ohne eigene Kirche, es befinden sich lediglich zwei Kapellen auf dem Gemeindegebiet:
- Benediktskapelle,
- St. Wolfgangskapelle.

## Wirtschaft und Infrastruktur
Bis heute ist Dünserberg eine landwirtschaftlich geprägte Gemeinde. Vor allem Viehzucht und Milchwirtschaft wird betrieben. Die Schafhaltung wurde im Laufe des 19. Jahrhunderts weitgehend aufgegeben. Im 19. Jahrhundert entstand auch eine bescheidene Lohnstickerei in Heimarbeit. In der Gemeinde gab es im Jahr 2010 zwanzig land- und forstwirtschaftliche Betriebe, davon waren 6 Haupterwerbsbetriebe. Im Jahr 2011 gab es keinen Betrieb im sekundären Wirtschaftssektor, es waren dreißig Personen in elf Betrieben im tertiären Sektor beschäftigt, hauptsächlich im Handel.
Die Anzahl der Übernachtungen stieg von 2.151 im Jahr 2008 auf 5.711 im Jahr 2017.

### Verkehr
Dünserberg wird tagsüber mit der Buslinie 75a Nenzing – Dünserberg des Verkehrsverbundes Vorarlberg bis zur Parzelle Winkel (Höhenlage etwa 1290 m) erschlossen. Etwa von Mitte Juli bis Mitte September wird diese Linie für die Wanderer bis zum Älpele auf etwa 1554 m verlängert.

### ORF-Sender

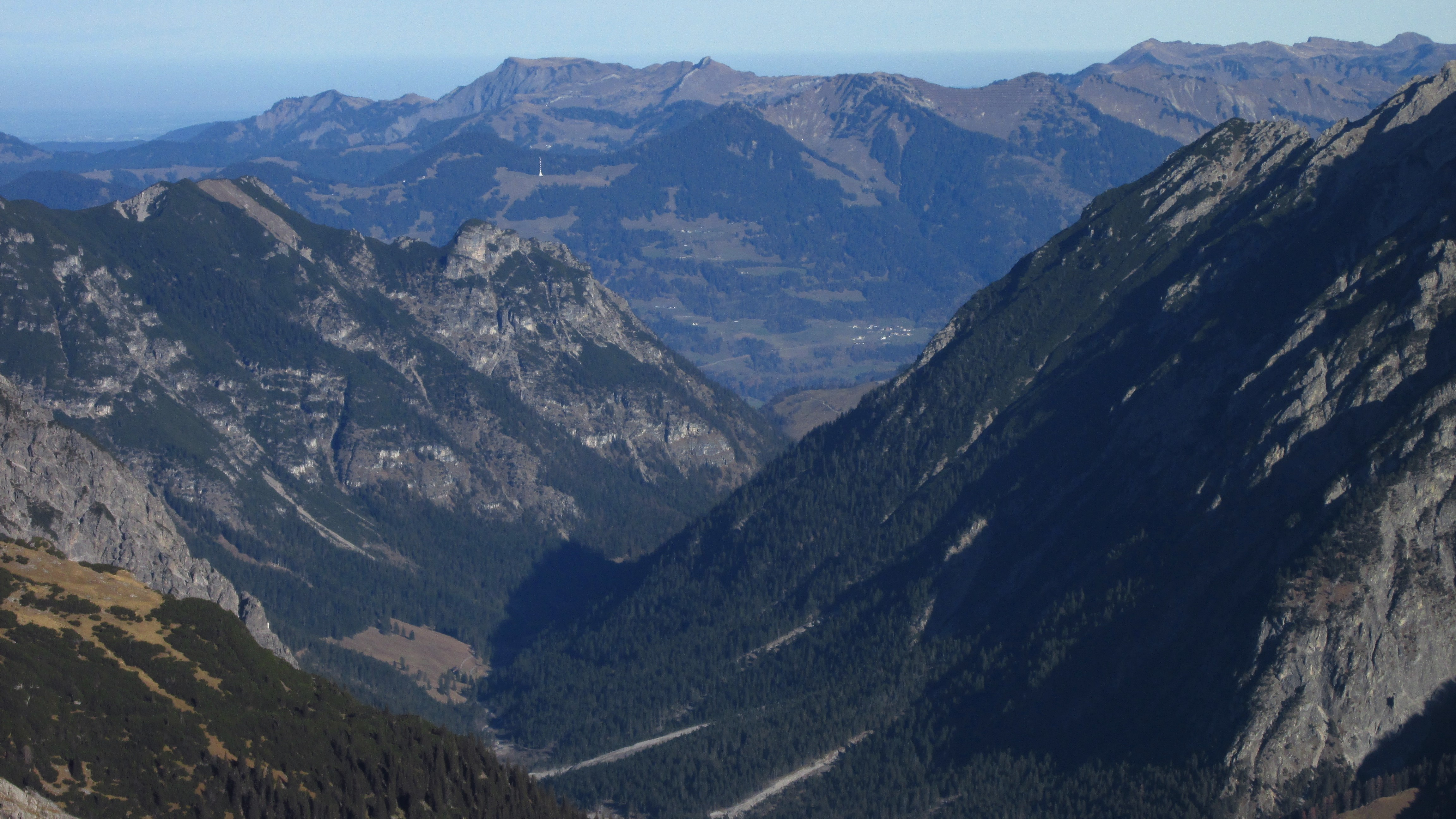
Blick vom Rätikon-Hauptkamm durch das Gamperdonatal und über den Walgau zum Sender Dünserberg.

In Dünserberg-Älpele steht der Sender Dünserberg, ein 89 Meter hoher Sendeturm für UKW und TV.

### Bildung
Eine Schule wird am Dünserberg erstmals 1713 erwähnt, etwa 1840/1850 wurde das erste Schulhaus erbaut. Am 20. Februar 1921 brannte das Schulhaus in Dünserberg ab und ein neues Schulhaus wurde erst am 19. Jänner 1928 eingeweiht. Bis zum Schuljahr 2010/11 existierte in Dünserberg eine der kleinsten Volksschulen Österreichs mit nur einem Lehrer, der zugleich alle vier Klassen unterrichtete und auch Schuldirektor war. Nachdem im Schuljahr 2011/12 jedoch nur mehr fünf Schüler insgesamt die Volksschule besucht hätten, wurde diese aufgelassen. Die Schulkinder aus Dünserberg werden nun in der Volksschule des Nachbarorts Düns unterrichtet.

### Religion
Die Bevölkerung des Dünserberg ist weitgehend römisch-katholisch. Bis 1842 gehörte Dünserberg zur Gänze zur Pfarre Schnifis. Seither ist Dünserberg geteilt, der Innerberg gehört zur Pfarre Schnifis, der Außerberg zur Pfarre Düns.

## Politik

### Gemeindevertretung
In Vorarlberg wählen die Bürger alle fünf Jahre die Mitglieder der Gemeindevertretung durch Ankreuzen eines Listen-Wahlvorschlages bzw. durch Mehrheitswahl wenn kein Listenvorschlag vorliegt. Weiters den Bürgermeister durch Ankreuzen eines Wahlvorschlages.
Die Gemeindevertretung wählt in der konstituierenden Sitzung aus ihrer Mitte – sofern keine Wahl durch die Bürger zustande kam – gemäß § 61 Gemeindegesetz einen Bürgermeister und dann einen mindestens dreiköpfigen Gemeindevorstand. Die Zahl dieser „Gemeinderäte“ darf aber gemäß § 55 den vierten Teil der Zahl der Gemeindevertreter nicht übersteigen.
Der Bürgermeister führt den Vorsitz bei den generell öffentlichen Sitzungen der Gemeindevertretung, in denen kommunale Belange besprochen und Beschlüsse gefasst werden. Beobachter haben kein Mitspracherecht und kein Stimmrecht. Die Gemeindevertretung kann nach Bedarf Ausschüsse bestellen. Sitzungen des Gemeindevorstandes und der Ausschüsse sind nicht öffentlich.

#### Sitzverteilung nach den Wahlen
- Gemeindevertretungswahlen 1985: Ortsliste 9.[23]
- Gemeindevertretungswahlen 1990: Gemeindeliste 9.[24]
- Gemeindevertretungswahlen 1995: Gemeindeliste Dünserberg 9.[25]
- Gemeindevertretungswahlen 2000: Einheitsliste Dünserberg 9.[26]
- Gemeindevertretungswahlen 2005: Einheitsliste Dünserberg 9.[27]
- Gemeindevertretungswahlen 2010: Liste Dünserberg 9.[28]
- Gemeindevertretungswahlen 2015: Liste Dünserberg 9.[29]
- Gemeindevertretungswahlen 2020: Liste Dünserberg 9.[30]
- Gemeindevertretungswahlen 2025: Liste Dünserberg 9.[31]

### Bürgermeister
- 1945–1947 Thomas Rauch[32]
- 1947–1960 Anton Müller[32]
- 1960–1985 Srefan Rauch[32]
- seit 1985 Walter Rauch (ÖVP)[32][33][34]

### Wappen
Das Wappen wurde gestaltet von Konrad Honold. Es wurde am 18. Februar 1969 verliehen und zeigt ein silbernes Schild mit einem blauen, nach rechts aufsteigenden Steinbock mit schwarzer Bewehrung. Der im Wappen dargestellte Steinbock erinnert an die Besiedlung durch die Walser (Zeichen der freien Walser von 1408).

## Persönlichkeiten

### Söhne und Töchter der Gemeinde
- Josef Rauch (1898–1972), Politiker (CSP, ÖVP) und Landwirt
- Walter Rauch (* 1961), Politiker (ÖVP) und Landwirt